# Onkisaari (ö i Norra Karelen, Joensuu, lat 62,48, long 29,33)
Onkisaari är en ö i Finland.   Den ligger i sjön Orivesi och i kommunen Libelits i den ekonomiska regionen  Joensuu ekonomiska region  och landskapet Norra Karelen, i den sydöstra delen av landet, 300 km nordost om huvudstaden Helsingfors.